# Попов Сергій Васильович
Сергій Васильович Попов (1926, село Серповоє, тепер Моршанського району Тамбовської області, РРФСР, СРСР — 6 серпня 1978, місто Москва, РРФСР, СРСР) — радянський державний діяч, 1-й секретар Брянського обласного комітету КПРС, голова Тульського облвиконкому. Депутат Верховної Ради Російської РФСР 8—9-го скликань. Депутат Верховної Ради СРСР 9-го скликання (у 1978 році).

## Життєпис
Народився в селянській родині. Трудову діяльність розпочав у 1941 році електриком на заводі міста Тули.
Закінчив Воронезький сільськогосподарський інститут.
Після закінчення інституту працював головним інженером машинно-тракторної станції в Тамбовській, а потім у Тульській областях.
Член КПРС з 1955 року.
З 1959 року — 2-й секретар районного комітету КПРС Тульської області; голова виконавчого комітету районної ради депутатів трудящих Тульської області; начальник Тульського обласного управління сільського господарства.
У жовтні 1970 — 1976 року — голова виконавчого комітету Тульської обласної ради депутатів трудящих.
У 1976—1977 роках — заступник завідувача сільськогосподарського відділу ЦК КПРС.
27 жовтня 1977 — 6 серпня 1978 року — 1-й секретар Брянського обласного комітету КПРС.
Помер 6 серпня 1978 року в місті Москві. Похований на Новодівочому цвинтарі Москви.

## Нагороди і звання
- орден Жовтневої Революції
- три ордени Трудового Червоного Прапора
- медалі